# Cyaxares
Cyaxares (medică: ᴴuvaxšθra), numit și Astibaras, a fost al treilea rege al mezilor.
Cyaxares a colaborat cu babilonienii pentru a distruge Imperiul Asirian și a unit majoritatea triburilor iraniene din Iranul antic, transformând astfel Media într-o putere regională.

## Viața și domnia

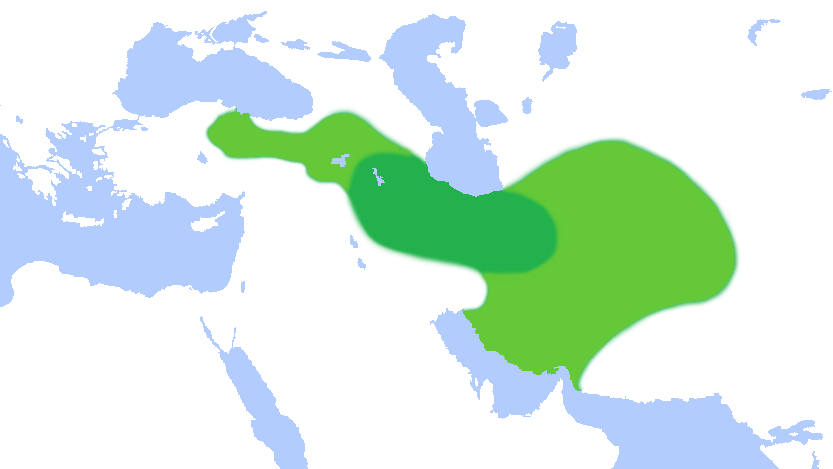
Media lui Cyaxares la momentul expansiunii sale maxime.

Potrivit lui Herodot Cyaxares era fiul regelui med Phraortes. La mijlocul secolului al VII-lea î.Hr. Phraortes a condus mezii într-o revoltă împotriva Asiriei și a fost ucis în luptă, fie împotriva asirienilor regelui Asurbanipal, fie împotriva aliaților sciți ai asirienilor, al căror rege Madyes a invadat Media și a impus în numele asirienilor hegemonia scită pentru douăzeci și opt de ani, începând astfel o perioadă pe care Herodot a numit-o „stăpânirea sciților asupra Asiei”.
În urma invaziei sciților Cyaxares i-a succedat tatălui său Phraortes ca rege al mezilor sub suzeranitatea sciților.

### Revoltă împotriva sciților
În anii 620 î.Hr. Imperiul Asirian a început să se destrame după moartea lui Asurbanipal: pe lângă instabilitatea internă în Asiria propriu-zisă, Babilonul s-a răsculat împotriva asirienilor în 626 î.Hr. În anul următor, în 625 î.e.n., Cyaxares i-a eliberat pe mezi de sub jugul sciților, invitându-i pe conducătorii sciți la un banchet, îmbătându-i și apoi ucigându-i pe toți, inclusiv pe Madyes însuși.
După ce i-a eliberat pe mezi de sub jugul sciților, Cyaxares a reorganizat oastea mezilor în vederea unui război cu Asiria: dacă mezii au luptat anterior ca miliții tribale organizate după grupuri de rudenie și fiecare războinic a folosit orice arme la care era mai priceput, Cyaxares a instituit o armată regulată după modelul armatelor asiriene și urartiene, complet echipată de stat și împărțită în unități strategice și tactice. Este posibil ca Cyaxares să-i fi forțat și pe sciți într-o alianță cu mezii după răsturnarea stăpânirii lor, deoarece din 615 î.Hr., înregistrările babiloniene îi menționează pe sciți ca aliați ai mezilor.

### Război în Parția
La un moment dat în timpul domniei sale, Cyaxares a cucerit țările Hyrcania și Parția, care erau situate la est de Media.
Potrivit lui Diodor Siculus, la un moment dat, parții s-au revoltat împotriva lui Cyaxares și și-au încredințat țara și capitala lor triburilor saka sau dahilor, după care a izbucnit un război între mezi și saka, conduși de regina lorZarinaia, care a fondat mai multe orașe. Potrivit lui Diodor, Zarinaia a fost sora regelui saka Cydraeus și inițial soția sa, dar după moartea sa s-a căsătorit cu regele part Marmares. În timpul războiului împotriva mezilor Zarinaia a fost rănită în luptă și capturată de ginerele lui Cyaxares, Stryngaeus, care i-a ascultat rugămințile și i-a cruțat viața; când mai târziu Marmares l-a capturat pe Stryngaeus, Zarinaia l-a ucis pe Marmares și l-a salvat pe Stryngaeus. La sfârșitul acestui război parții au acceptat stăpânirea medică și s-a încheiat pacea între mezi și saka.
Relatarea lui Diodor sugerează că regiunea Parția a fost influențată atât de mezi din vest, cât și de nomazii saka din regiunea Mărilor Caspică și Aral.

### Război împotriva Asiriei
După înfrângerea unei forțe comune asirio-maneene la Gablinu de către noul rege rebel babilonian și fondatorul Imperiului Neobabilonian, Nabopolassar, în anul următor Cyaxares a cucerit Mannae, ceea ce a adus armatele medice la granițele Asiriei. În noiembrie 615 î.Hr., la șase luni după ce Nabopolassar nu a reușit să pună mâna pe importantul centru asirian Aššur, Cyaxares a traversat munții Zagros și a ocupat orașul Arrapha . În anul următor, în iulie și august 614 î.Hr., armatele meze au efectuat o manevră, marșând în mod aparent spre capitala asiriană Ninive, ceea ce l-a determinat pe regele asirian Sin-šar-iškun să meargă să apere orașul, după care mezii au mărșăluit către nord de-a lungul Tigrului și au pus mâna pe Tarbiṣu, după care au traversat râul și au mărșăluit pe malul său drept spre Aššur, și astfel au tăiat centrele asiriene din Ninive și Kalhu de ajutorul extern. Rezultatul final al acestui atac medic a fost jefuirea orașului Aššur, în timpul căreia forțele meze au masacrat locuitorii orașului, i-au distrus templele și au pus mâna pe comorile sale.
La scurt timp după căderea Aššurului, regele babilonian Nabopolassar l-a întâlnit pe Cyaxares pe ruinele orașului și ei au încheiat o alianță împotriva Asiriei, care a fost pecetluită prin căsătorii diplomatice, fiul lui Nabopolassar, Nebucadnețar, căsătorindu-se cu fiica lui Cyaxares, Amytis, și Cyaxares căsătorindu-se cu fiica sau nepoata lui Nabopolassar.
Odată ce alianța dintre Cyaxares și Nabopolassar a fost încheiată, forțele meze și babiloniene au acționat împreună în războiul împotriva Asiriei. În anul 612 î.Hr. armatele meze și babiloniene au traversat împreună râul ʿAdhaim la gura lui de vărsare și au mărșăluit spre capitala Asiriei, Ninive, care a fost luată și jefuită de forțele comune medo-babiloniene după trei luni de asediu. Regele asirian Sin-šar-iškun a murit probabil în timpul căderii Ninivei.
După moartea lui Sin-šar-iškun, un conducător asirian care s-ar fi putut să fie fiul său, Aššur-uballiṭ II, s-a proclamat noul rege asirian în Harran, unde a condus cu sprijinul rămășițelor armatei asiriene. În 610 î.Hr. faraonul egiptean pro-asirian Necho al II-lea a intervenit în Levant în sprijinul asirienilor și a mers la Harran pentru a-l sprijini pe Aššur-uballiṭ. În 610 î.Hr., Cyaxares și Nabopolassar au capturat Harranul de la forțele asiro-egiptene, care s-au retras la Carchemish, pe malul de vest al Eufratului.

### Cucerirea Urartu-ului
În 609 î.Hr. mezii au atacat capitala regatului Urartu din Podișul Armeniei. Atacul asupra Urartu-ului ar fi putut fi efectuat în alianță cu babilonienii, deoarece înregistrările babiloniene menționează un atac comun medo-babilonian asupra Bit Hanunia în Urartu în 608 î.Hr. și un grup scit s-a alăturat probabil mezilor și a participat cu ei la cucerirea Urartu-ului. Această invazie nu a avut ca rezultat distrugerea Urartu-ului, care a devenit un regat vasal al noului stat medic. Contingentele mede ar fi putut ajuta la victoria finală babiloniană împotriva forței comune asiro-egiptene la Carchemish în 605 î.Hr., moment în care contribuțiile militare ale mezilor la campaniile babiloniene s-au încheiat, iar forțele mede nu au participat la niciuna dintre campaniile babiloniene ulterioare în Siria și Palestina.

### Întinderea Regatului Medic
Conform interpretărilor mai vechi ale distrugerii Imperiului Neo-Asirian, teritoriul său a fost împărțit între babilonieni și mezi, aceștia din urmă obținând un teritoriu care includea Asiria propriu-zisă și își avea granița de sud începând de la Carchemiș și trecând la sud de Harran și de-a lungul Jabal Sinjār până la Tigru la sud de Aššur, apoi de-a lungul Jabāl Hamrīn și peste valea râului Diyala până la granițele de nord-vest ale Elamului. Cu toate acestea, conform cercetărilor mai recente, Imperiul Neo-Babilonian a obținut toate fostele teritorii ale Imperiului Asirian, cu excepția celor din munții Zagros, pe care asirienii le pierduseră deja în fața mezilor mai devreme și rolul mezilor în războiul împotriva asirienilor era să acționeze ca principala forță de luptă, care a predat teritoriul babilonienilor și s-a întors în Media, odată ce activitățile militare au fost finalizate.

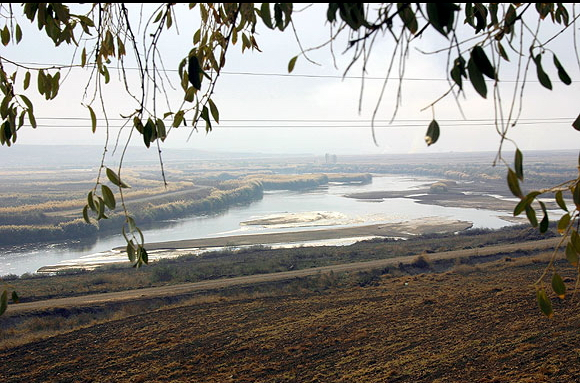
Râul Halys

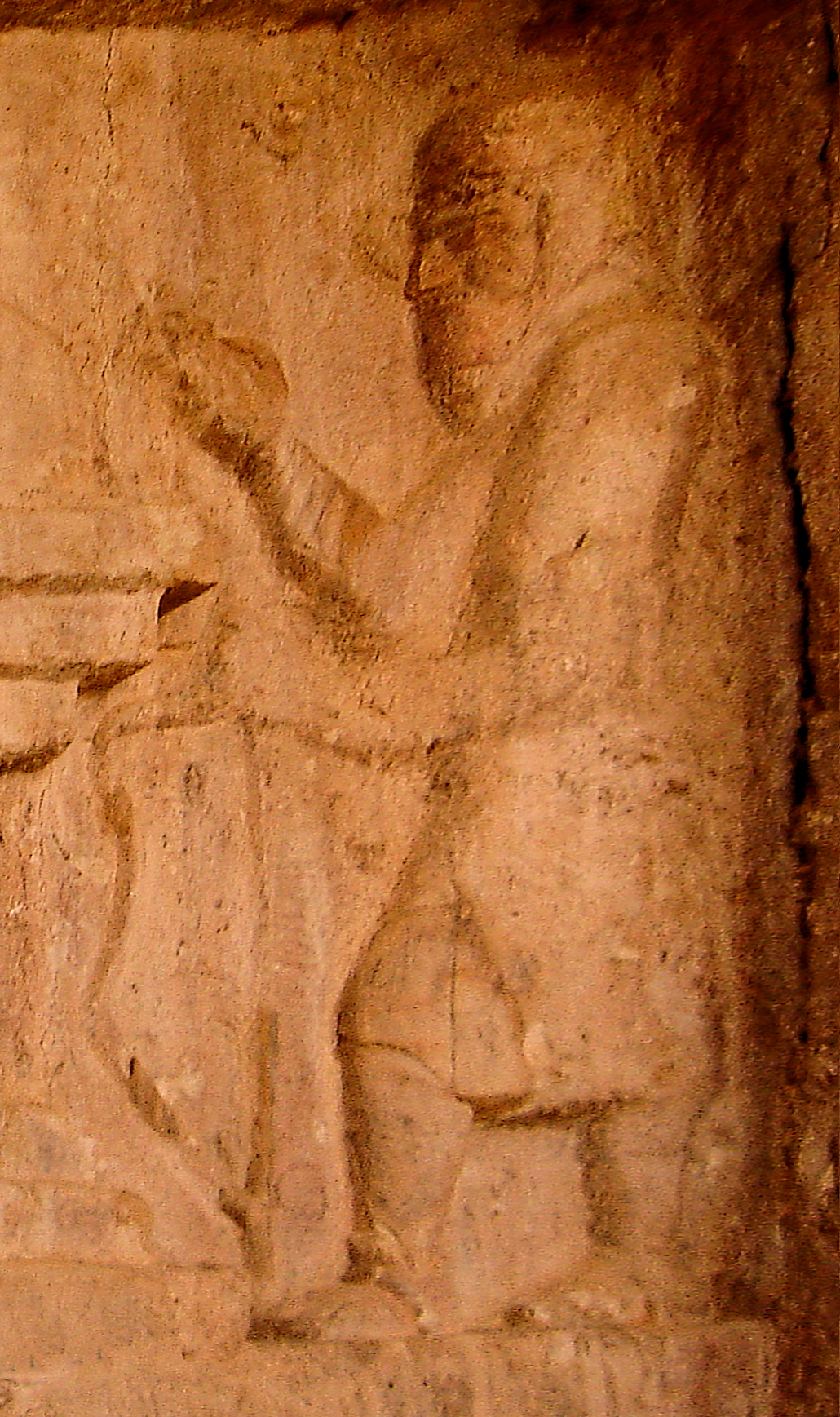
Mormântul Qyzqapan, probabil relief al lui Cyaxares (detaliu).

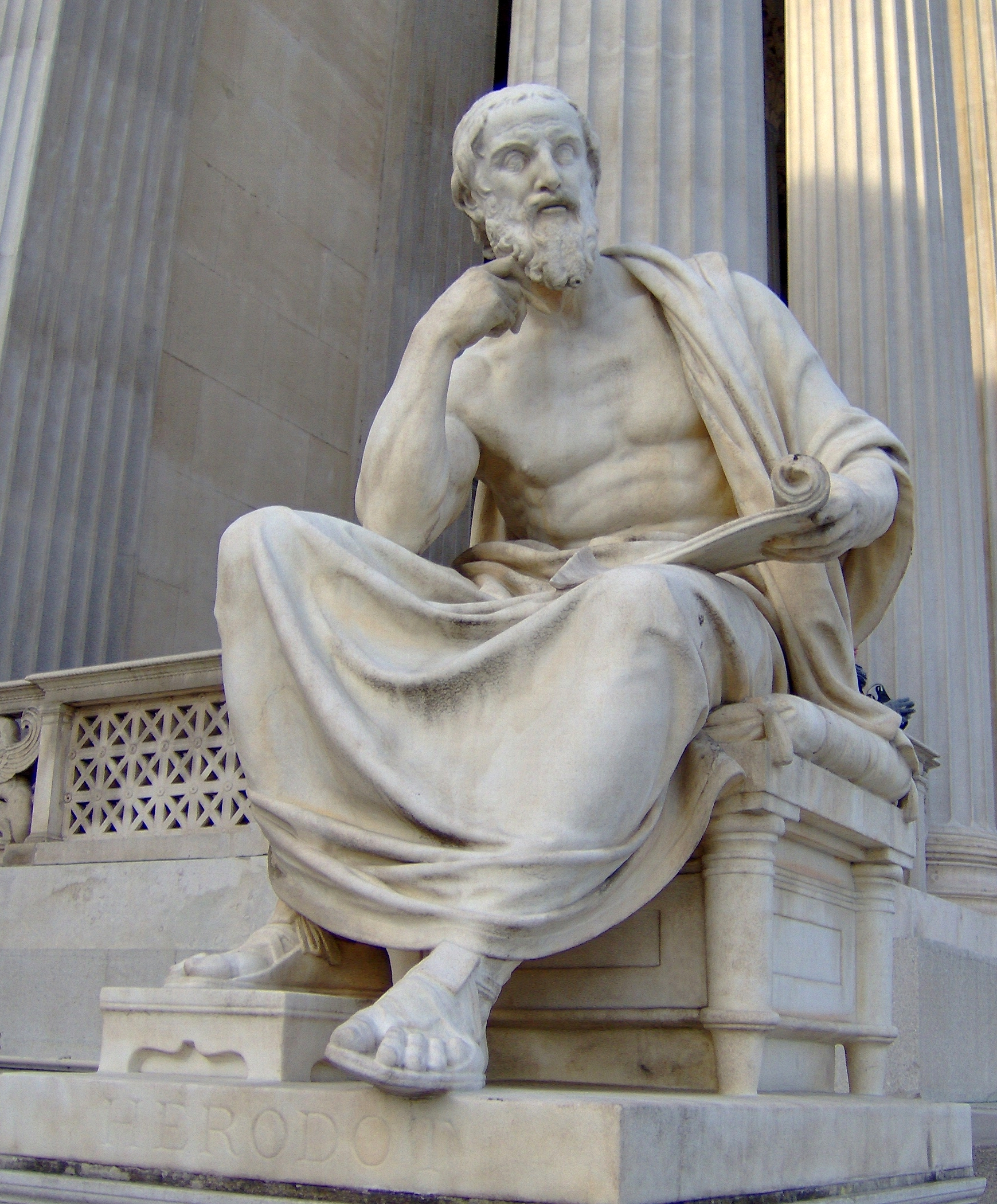
Herodot a relatat războaiele lui Cyaxares în Istorii

### Războiul împotriva lidienilor
După distrugerea Imperiului Asirian relațiile dintre mezi și babilonieni s-au deteriorat temporar în anii 590, dar ostilități între ei nu au izbucnit. În schimb, cea mai mare parte a sciților au fost expulzați din Asia de Vest în stepa pontică în cursul acelui deceniu, și a izbucnit un război între Media și un alt grup de sciți, probabil cei care își creaseră un regat în ceea ce este acum Azerbaidjan. Acești sciți au părăsit Transcaucazia condusă de mezi și au fugit în regatul Lidiei, care fusese aliat cu sciții. După ce regele lidian Alyattes a refuzat să accepte cererile lui Cyaxares ca acești refugiați sciți să-i fie predați, în 590 î.Hr a izbucnit un război între Media și Imperiul Lidian. Acest război a durat cinci ani, până când a avut loc o eclipsă de soare (prezisă de Tales) în 585 î.Hr. în timpul unei bătălii între armatele lidiene și medice, numită de aici încolo Bătălia Eclipsei, ambele părți interpretând aceasta ca un semn să încheie războiul. Regii Babilonului și Ciliciei au acționat ca mediatori în tratatul de pace, care a fost pecetluit prin căsătoria fiului lui Cyaxares, Astyages, cu fiica lui Alyattes, Aryenis. Granița dintre Lidia și Media a fost fixată într-o locație încă nedeterminată din estul Anatoliei; relatarea tradițională a istoricilor greco-romani că râul Halys a fost stabilit ca graniță între cele două regate pare să fi fost o construcție narativă retroactivă bazată pe rolul simbolic atribuit de greci Halysului ca hotar între Asia Inferioară și Asia Superioară, dar și pe faptul că Halys a fost mai târziu o graniță provincială în cadrul Imperiului Ahemenid.

### Moartea
Cyaxares a murit la scurt timp după Bătălia Eclipsei, chiar în 585 î.Hr., și a fost succedat de fiul său Astyages. Potrivit istoricului rus Igor Diakonoff, mormântul lui Cyaxares este situat în locul numit acum Qyzqapan, în munții Kurdistanului irakian de astăzi, la Sulaymaniya.

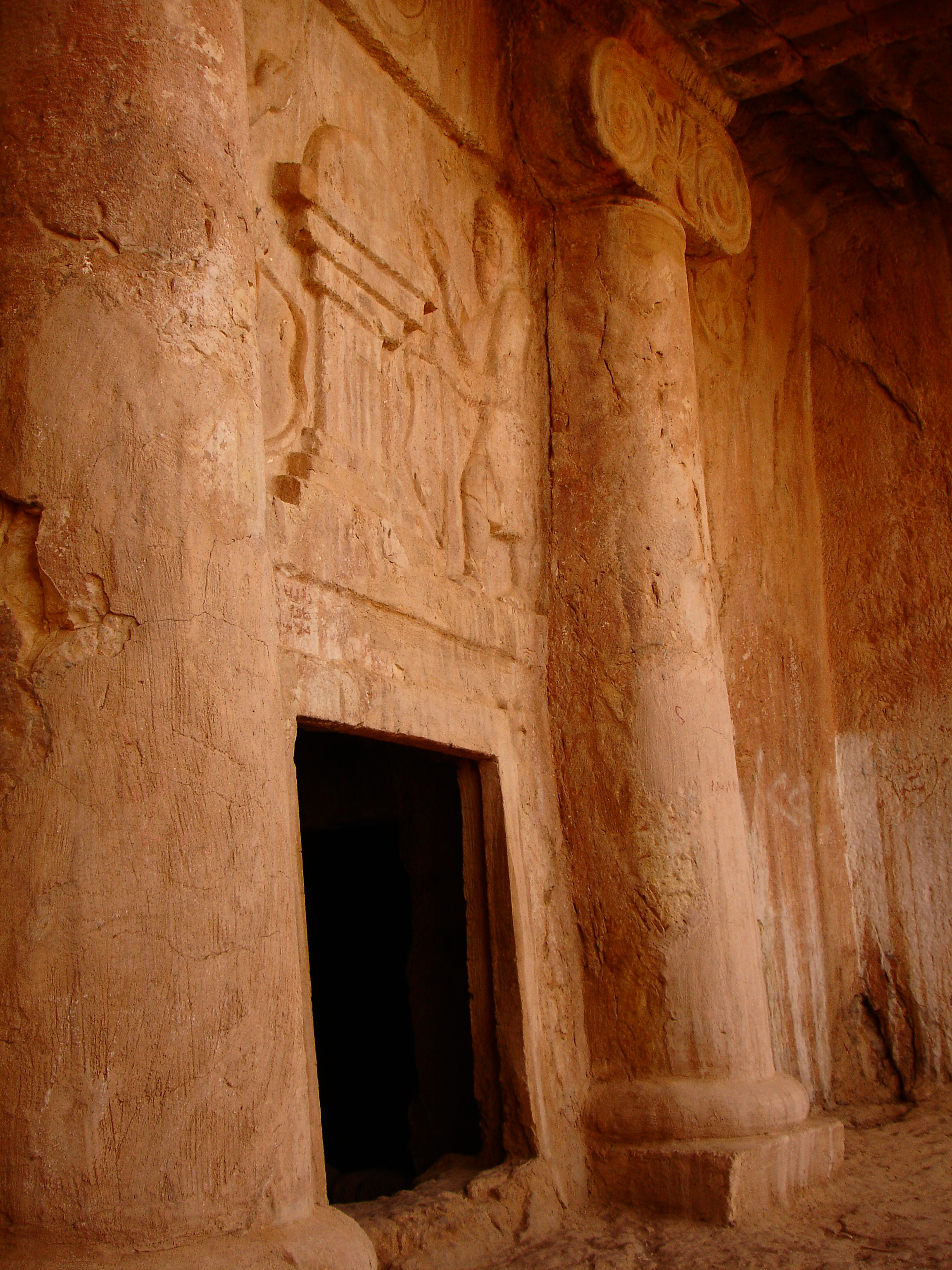
Mormântul lui Cyaxares, Qyzqapan, Sulaymaniya. Kurdistanul irakian

## Moștenirea
După ce Darius I a preluat puterea în Imperiul Ahemenid, au izbucnit răscoale care revendicau moștenirea lui Cyaxares. După ce rebelii au fost învinși, Darius a menționat două în Inscripția de la Behistun: „Altul era Phraortes, medul; el a mințit spunând: „Eu sunt Hșatrita, din stirpea lui Cyaxares”. A incitat Media la răscoală. Un altul a fost Tritantaechmes, sagartianul; a mințit, zicând: „Sunt rege în Sagartia, din dinastia lui Cyaxares”. A incitat Sagartia la răscoală”.